# Oberhaag
Oberhaag é um município da Áustria, situado no distrito de Leibnitz, na estado da Estíria. Tem 35,97 km² de área e sua população em 2019 foi estimada em 2.081 habitantes.